# Parafia Niepokalanego Serca Najświętszej Marii Panny w Zagorzycach Dolnych
Parafia Niepokalanego Serca Najświętszej Maryi Panny w Zagorzycach Dolnych – parafia rzymskokatolicka znajdująca się w diecezji rzeszowskiej w dekanacie Sędziszów Małopolski. Erygowana w dniu 27 sierpnia 2006 roku.

## Proboszczowie parafii
| Lata         | Proboszcz               |
| ------------ | ----------------------- |
| 2006–obecnie | ks. Wojciech Wiśniowski |